# Association sportive Bagneux Futsal
Maillots
Bagneux Futsal est un club français de futsal basé à Bagneux dans les Hauts-de-Seine.

## Histoire
En 2008-2009, le Bagneux Futsal participe à la seconde édition du Challenge national regroupant les meilleurs clubs du pays. Avant-dernier de sa poule, il n'est pas conservé par la création du Championnat de France la saison suivante.
En 1re division depuis sa montée en 2011, le club est relégué en 2e division après la saison 2015-2016.
Lors de la saison 2019-2020, le Bagneux Futsal se voit retirer trois points pour absence d'entraîneur diplômé en début de saison. L'exercice est tronquée par la Pandémie de Covid-19 en France. La FFF décide de mettre un terme aux championnats amateurs à la date du 13 mars. Les classements sont faits au quotient point par match. Plombé par sa sanction, Bagneux est avant-dernier et relégué au niveau régional,.

## Structure du club

### Statut du club et des joueurs
L'AS Bagneux Futsal fondé en tant qu'association loi de 1901. Il est affilié à la Fédération française de football, qui régit le futsal en France, sous le numéro 550647. Le club réfère à ses antennes délocalisées : la Ligue régionale de Paris Île-de-France et le District départemental des Hauts-de-Seine.
Les joueurs ont soit un statut bénévole ou amateur, voire semi-professionnel sous contrat fédéral.

### Salle
L'ASBF évolue au gymnase Henri Wallon de Bagneux. En septembre 2008, un terrain de futsal est inauguré et enrichit un peu plus le complexe Henri-Wallon, dans le nord de la ville, déjà doté d'un gymnase, d'une piscine et d'un dojo. Ce terrain est financé par la ville, le conseil général et l'UEFA.

## Bilan par saison
| Saison    | Championnat                  | Championnat | Championnat | Championnat | Championnat | Championnat | Championnat | Championnat | Championnat | Championnat | Coupe de France  |
| Saison    | Division                     | Class.      | Pts         | M           | V           | N           | D           | Bp          | Bc          | Diff.       | Coupe de France  |
| --------- | ---------------------------- | ----------- | ----------- | ----------- | ----------- | ----------- | ----------- | ----------- | ----------- | ----------- | ---------------- |
| 2008-2009 | Challenge national grp. B    | 5e/6        | 9 pts       | 5           | 1           | 1           | 3           | 27          | 33          | -6          |                  |
| 2009-2010 |                              |             |             |             |             |             |             |             |             |             |                  |
| 2010-2011 |                              |             |             |             |             |             |             |             |             |             | ?                |
| 2011-2012 | Championnat de France grp. A | 7e/12       | 48 pts      | 22          | 8           | 2           | 12          | 118         | 131         | -13         | ?                |
| 2012-2013 | Championnat de France grp. A | 6e/12       | 52 pts      | 20          | 10          | 2           | 8           | 86          | 66          | +20         | ?                |
| 2013-2014 | Division 1                   | 9e/13       | 49 pts      | 24          | 8           | 1           | 15          | 104         | 144         | -40         | 32e de finale    |
| 2014-2015 | Division 1                   | 9e/12       | 37 pts      | 20          | 5           | 2           | 13          | 60          | 115         | -55         | 32e de finale    |
| 2015-2016 | Division 1                   | 11e/12      | 35 pts      | 22          | 4           | 1           | 17          | 81          | 134         | -53         | 32e de finale    |
| 2016-2017 | Division 2 grp. A            | 8e/10       | 19 pts      | 18          | 6           | 1           | 11          | 75          | 97          | -22         | Finale régionale |
| 2017-2018 | Division 2 grp. A            | 4e/10       | 24 pts      | 18          | 7           | 3           | 8           | 75          | 71          | +4          | Finale régionale |
| 2018-2019 | Division 2 grp. A            | 3e/10       | 33 pts      | 18          | 10          | 3           | 5           | 109         | 90          | +19         | 8e de finale     |
| 2019-2020 | Division 2 grp. A            | 9e/10       | 11 pts      | 12          | 3           | 2           | 7           | 41          | 50          | -9          | Finale régionale |
| 2020-2021 | Régional 1 Paris-IdF         |             |             |             |             |             |             |             |             |             |                  |

## Personnalités

### Dirigeants
En 1995, Dimbaga Sidi fonde le club.

### Entraîneurs
Début 2013, l'international français Mustapha Otmani signe au sein du club de Bagneux dans un rôle de joueur-entraineur.
À l'été 2016, le Portugais Hugo Sintra arrive à la tête de l'équipe reléguée en Division 2. Il est champion de France un an plus tôt avec le Kremlin-Bicêtre. En trois saisons, Sintra permet au club de se maintenir la première année, puis de jouer le haut de tableau deux ans durant et d'atteindre les huitième de finale de la Coupe de France 2019, sans parvenir à faire remonter le club dans l'élite.
En décembre 2019, le club est en infraction concernant le statut des éducateurs. Ne présentant pas d'entraîneur diplômé sur son banc, le BF est sanctionné d'un retrait de trois points en Division 2. Il nomme alors Quentin Lecomte-Moulin, entraîneur du FCO Saint-Jean-de-la-Ruelle en Ligue Centre-Val de Loire.

### Joueurs notables
À la fin des années 2000, le gardien de l'équipe de France de futsal Clément Galien évolue à l'AS Bagneux Futsal. Maintenu en Championnat de France 2012-2013, l'international français au palmarès important Hamza Khireddine joue pour Bagneux. Après avoir tenté sa chance au football au début de l'exercice suivant, il revient à l'ASBF début 2014.
Début 2013, le Bleu Moustafa Kourar met fin à dix années au Kremlin-Bicêtre United et rejoint l'AS Bagneux Futsal entraînée par son ancien coéquipier Mustapha Otmani. La même année, Anas Dlimsi fait ses débuts au club, au sein de l'équipe réserve avec laquelle il connaît une promotion. Promu dans l'équipe première, il vit sa première année en Division 1 2014-2015 avec, à la clef, plusieurs sélections en équipe de France. Adama Dhee arrive pour cet exercice. La seconde année, il ne parvient pas à maintenir le club en D1 et s'en va avant de devenir international. Moussa Sao passe au club vers ses seize ans avant de se révéler dans le Sud, devenir international puis footballeur professionnel. Présent au BF depuis plusieurs saisons, le Bleu Madou Kha quitte aussi le club en 2016.
L'international guinéen Mohamadou Tamanate joue à Bagneux lors de la saison 2019-2020. 